# Harold Stanley Ruse
Harold Stanley Ruse (12 février 1905 - 20 octobre 1974) est un mathématicien britannique, connu pour le développement du concept d'espaces localement harmoniques. Il est professeur de mathématiques pures à l'université de Leeds,,.

## Jeunesse et éducation
Ruse est né à Hastings, Sussex en 1905, fils de Frederick Ruse, un marchand de légumes et de sa femme, Lydia. Il fait ses études à la Hastings Grammar School, puis étudie les mathématiques au Jesus College d'Oxford, obtenant le diplôme de BA (plus tard converti en MA). En 1927, il va à l'université d'Édimbourg en tant que boursier "Bruce of Grangehill". Il obtient le diplôme de DSc d'Édimbourg cinq ans plus tard,.

## Carrière académique
Ruse reste à Édimbourg où il est nommé maître de conférences en mathématiques en 1928. De plus, il passe l'année universitaire 1933-1934 en tant que boursier de recherche Rockefeller à l'université de Princeton. Il retourne à Princeton à nouveau en 1952-1953.
Ruse devient professeur de mathématiques à l'University College de Southampton (maintenant l'université de Southampton) en 1937 et en 1946 est nommé professeur de mathématiques pures à l'université de Leeds. À Leeds, il est chef du département de mathématiques de 1948 à 1968, puis président de l'école de mathématiques de 1968 à 1970, date à laquelle il prend sa retraite en tant que professeur émérite.
Ruse est membre de la Société mathématique d'Édimbourg à partir de 1927, secrétaire de la Société de 1930 à 1933 et son président pendant un an de 1935 à 1936. Il devient membre de la London Mathematical Society en 1929, membre de son conseil de 1938 à 1945 et vice-président pendant un an de 1942 à 1943.
En 1931, Ruse est élu membre de la Royal Society of Edinburgh (FRSE) avec comme proposants Sir Edmund Taylor Whittaker, Sir Charles Galton Darwin, Edward Thomas Copson et Charles Glover Barkla.
La RSE lui décerne la médaille Keith pour un article scientifique publié entre 1935 et 1937 dans les revues scientifiques de la RSE .
Il est conférencier invité de l'ICM en 1936 à Oslo.
Ruse est décédé subitement à Leeds en 1974 à l'âge de 69 ans. La veille de sa mort, il avait suivi un séminaire d'algèbre à l'université. Il est célibataire et n'a pas d'enfants.